# Восточно-Сибирская тайга

Восточно-Сибирская тайга — экорегион тайги, находится на территории бассейнов двух крупнейших сибирских рек — Енисея и Лены. Восточная часть региона занимает бассейн реки Лены вплоть до Верхоянского хребта, с запада экорегион ограничен рекой Енисей. Это крупнейшее в мире пространство, занятое нетронутыми лесами, простирается на 20 градусов с востока на запад, от 52° с. ш. до полярного круга, максимальная протяжённость с севера на юг — 1600 км. Всемирный фонд дикой природы включает его в список двухсот важнейших для сохранения экосистем — Global 200. Здесь встречается большинство биологических видов, характерных для Сибири. Преобладают лиственничные леса. Характеризуется низкой распространённостью болот.

## Геология
Большая часть региона расположена на Сибирской платформе, горообразовательные процессы на его территории завершены. Обширные равнины центральной части Якутии сформированы мощными аллювиальными отложениями. На Среднесибирском плоскогорье происходят интенсивные карстовые процессы. На территории Восточно-Сибирской тайги много полезных ископаемых.

## Климат
Климат экорегиона резко континентальный, почти весь год погоду определяют преимущественно антициклоны. Очень велик сезонный перепад температур — от жары +40 °C летом до −62 °C зимой. Среднегодовая температура ниже 0 °C. Суммарное годовое количество осадков в среднем от 200 мм на востоке до 400—600 мм на западе. Снеговой покров умеренный или тонкий.

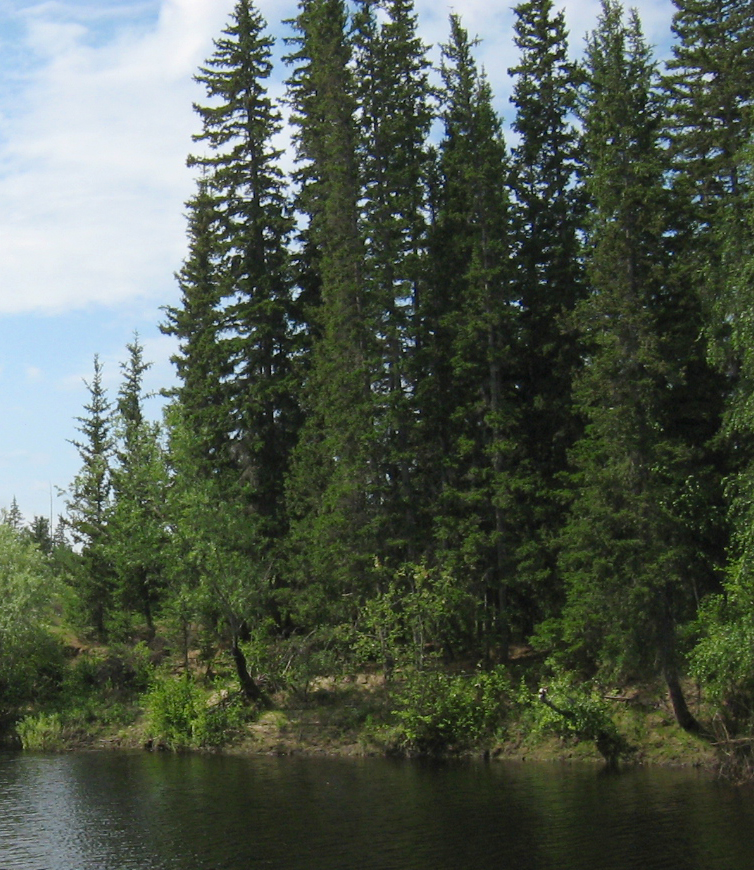
Ель сибирская на речке Лютенге

## Растительность
В Восточно-Сибирской тайге преобладают светлохвойные, в основном редкостойные лиственничные леса. В местах с низким снеговым покровом, на востоке, основной лесообразующей породой является лиственница Гмелина. Эта растительная формация является самой распространённой в России. Далее к западу начинают встречаться лиственница сибирская и гибрид L. x czekanowskii. В более защищённых местах появляются участки темнохвойной тайги, в которых преобладают виды ель сибирская, сосна сибирская кедровая, пихта сибирская. Далее к югу увеличивается доля сосново-лиственничных и сосновых лесов, появляются мелколиственные леса из берёзы и тополя.
Встречается ольхово-кустарниковый подлесок.В нём представлены кедровый стланик, рододендрон даурский, кустарниковые берёзки. В кустарничковом ярусе преобладают карликовая берёза, клюква и черника. Травяной ярус хорошо развит и может иметь разнообразный состав.
Флора Восточной Сибири очень разнообразна, насчитывает более 2300 видов растений, в том числе на Среднесибирском плоскогорье более тысячи видов сосудистых растений.
В одном только Олёкминском заповеднике более 650 видов. Много эндемиков разного уровня, в том числе виды Бубенчик якутский (Adenophora jacutica), Polygonum amgense, Oxytropis calva, Oxytropis leucantha, Viola alexandroviana, Senecio lenensis, Salix saposhnikovii, Juncus longirostris, Caltha serotina, Papaver variegatum, Draba sambykii, Thymus evenkiensis, Potentilla jacutica, Artemisia czekanowskiana.

## Фауна

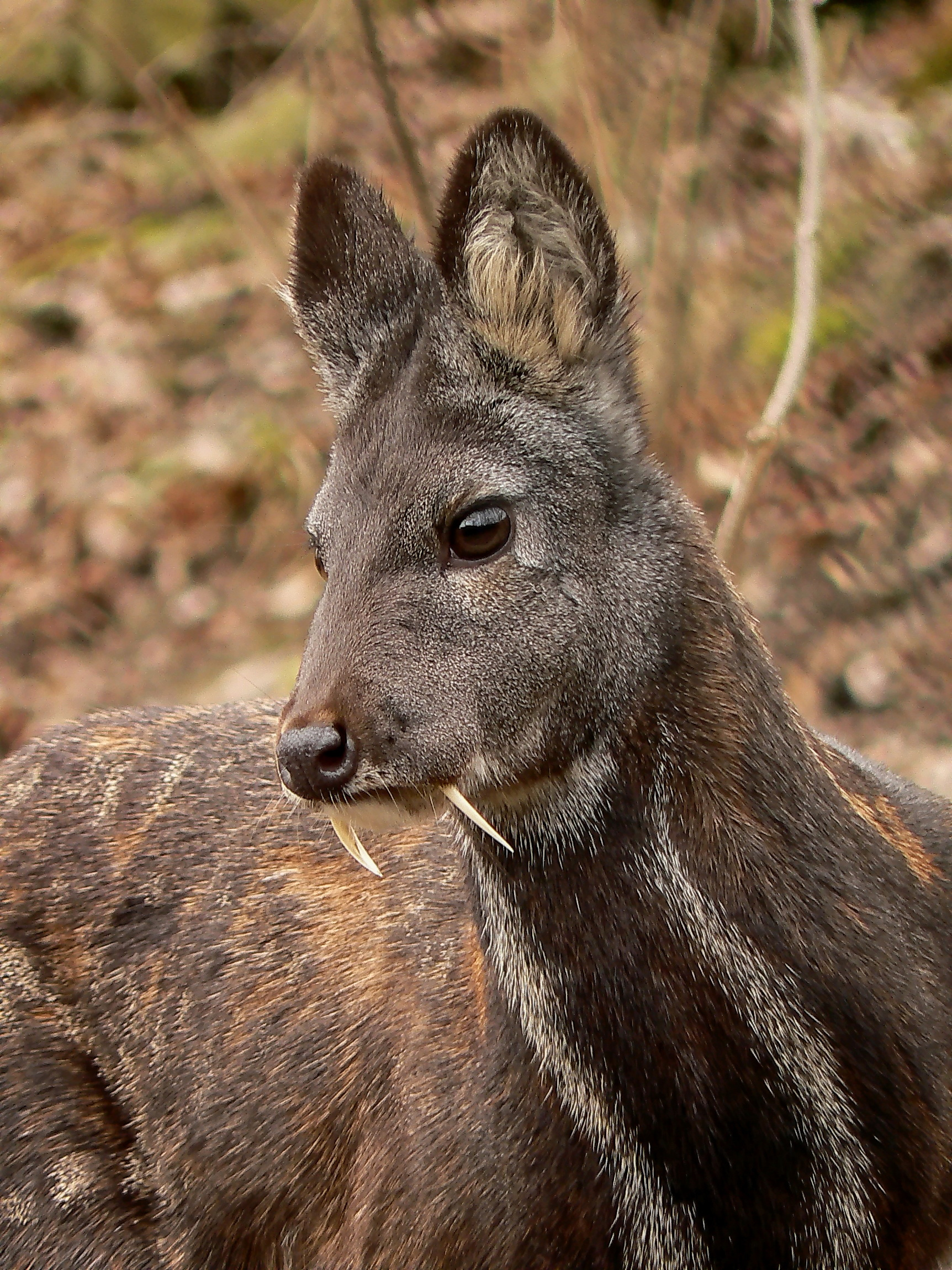
Кабарга

Фауна Восточной Сибири имеет более древнее происхождение и заметно богаче, чем фауна Западной Сибири — Енисей представляет собой естественную зоогеографическую границу. В тайге Восточной Сибири встречаются млекопитающие: сибирский бурый медведь, евразийский волк, обыкновенная лисица, росомаха, соболь, северный олень. Птиц представляют дикуша, сибирская завирушка, бородатая неясыть, рыжий дрозд. Только восточнее Енисея встречаются кабарга, японская мышь, синий соловей, соловей-свистун, сибирская чечевица, белопоясничный стриж, большая горлица, каменный глухарь, чирок-клоктун и чёрная ворона. Популяции копытных, встречающихся и в Западно-Сибирской тайге, здесь значительно многочисленней, обитают здесь американский лось, сибирская косуля, кабан и благородный олень. В водах бассейна  Енисея 42 вида рыб. Богатство фауны позвоночных иллюстрирует тот факт, что только в Красноярском крае обитают 4 вида земноводных, 2 вида рептилий, 203 вида птиц и около 80 млекопитающих. Среди птиц, включенных в Красную книгу России — виды беркут, скопа, сапсан, чёрный аист, чёрный журавль.

## Сохранность и угрозы
В Восточно-Сибирской тайге до сих пор сохранились ненарушенными одни из самых обширных в мире местообитаний многих видов. Тем не менее в регионе недостаточно охраняемых природных территорий, имеющиеся разбросаны и не охватывают всё разнообразие экосистем. Важнейшими являются природный парк Ленские столбы, заповедники Олёкминский, Тунгусский и Центрально-Сибирский. Более всего нуждаются в охране растительные ассоциации, образованные следующими видами:
- Сосна обыкновенная, Душекия (Duschekia fruticosa), Брусника, в смеси с Scorzonera radiata и Limnas stelleri
- Сосна обыкновенная, Sobcotoneaster pozdnjakovii, Dryas viscosa в смеси с осоки стоповидной
- Ель аянская, Сосна стланиковая, Диплазиум сибирский в смеси с грушанки (Pyrola incarnata) и брусники, и Hylocomium splendens
- Сосна обыкновенная, Сосна стланиковая, Кладония звездчатая, Кладония оленья
- Сосна обыкновенная, Arctostaphyllos uva-ursi в смеси с прострелом желтеющим[1][7].

Основными угрозами сохранности экорегиона являются лесные пожары, лесозаготовки в южной и центральной частях, добыча угля, нефти и газа. Определённое беспокойство вызывает планируемое гидроэнергетическое строительство. Некоторым видам угрожает браконьерство.